# Pseudocorchorus cornutus
Pseudocorchorus cornutus är en malvaväxtart som beskrevs av René Paul Raymond Capuron. Pseudocorchorus cornutus ingår i släktet Pseudocorchorus och familjen malvaväxter. Inga underarter finns listade i Catalogue of Life.